# Милнер, Робин
Робин Милнер (англ. Arthur John Robin Gorell Milner; 13 января 1934 — 20 марта 2010, Кембридж, Великобритания) — английский учёный в области теории вычислительных систем.
Член Лондонского королевского общества (1988), иностранный член Французской академии наук (2005), Национальной инженерной академии США (2008).

## Биография
Робин Милнер родился в Плимуте в семье военного. С 1947 года учился в колледже Итон, затем (с 1952) служил два года в армии (в Royal Engineers) до звания второго лейтенанта. Затем Милнер поступил в Королевский колледж Кембриджа, который окончил в 1957 году. После окончания колледжа он год работал школьным учителем математики, затем три года программистом в компании Ferranti.
Милнер наконец попал в институт, работая сначала в Лондонском городском университете, затем в университете Суонси и Стэнфордском университете, а с 1973 года в Эдинбургском университете. Там он стал одним из основателей лаборатории Laboratory for Foundations of Computer Science (LFCS). В 1995 году Милнер вернулся в Кэмбридж, где и возглавил факультет информатики. В 1999 году он ушёл на пенсию. Женат, имеет двух детей.
Милнер разработал систему ведения автоматических доказательств теорем LCF (Logic for Computable Functions). Для этой системы был создан функциональный язык программирования ML. Позже, Робин Милнер разработал исчисление взаимодействующих систем (CCS), теоретическую основу для анализа взаимодействующих систем, а также его расширение — пи-исчисление. Милнер является обладателем девяти почётных докторских титулов от разных университетов.
В сентябре 2010 года Милнер занимал 25 место в списке самых цитируемых авторов в проекте CiteSeer.
Cкончался от сердечного приступа вскоре после смерти своей жены.

## Награды (выдержка)
- 1991 — премия Тьюринга за LCF, ML и CCS
- 1994 — членство в Ассоциации вычислительной техники
- 2004 — королевская медаль от Эдинбургского королевского общества